# Pardosa pseudotorrentum
Pardosa pseudotorrentum là một loài nhện trong họ Lycosidae.
Loài này thuộc chi Pardosa. Pardosa pseudotorrentum được František Miller & Jan Buchar miêu tả năm 1972.